# Рокбридж (Іллінойс)
Рокбридж (англ. Rockbridge) — селище (англ. village) в США, в окрузі Ґрін штату Іллінойс. Населення — 175 осіб (2020).

## Географія
Рокбридж розташований за координатами 39°16′9″ пн. ш. 90°12′24″ зх. д. / 39.26917° пн. ш. 90.20667° зх. д. (39.269275, -90.206552).  За даними Бюро перепису населення США в 2010 році селище мало площу 1,91 км², уся площа — суходіл.

## Демографія
Згідно з переписом 2010 року, у селищі мешкало 169 осіб у 79 домогосподарствах у складі 51 родини. Густота населення становила 89 осіб/км².  Було 86 помешкань (45/км²).
Расовий склад населення:
| - 99,4 % — білих - 0,6 % — чорних або афроамериканців |

До двох чи більше рас належало 0,0 %. Частка іспаномовних становила 2,4 % від усіх жителів.
За віковим діапазоном населення розподілялося таким чином: 14,2 % — особи молодші 18 років, 62,7 % — особи у віці 18—64 років, 23,1 % — особи у віці 65 років та старші. Медіана віку мешканця становила 47,9 року. На 100 осіб жіночої статі у селищі припадало 96,5 чоловіків;  на 100 жінок у віці від 18 років та старших — 101,4 чоловіків також старших 18 років.
Середній дохід на одне домашнє господарство  становив 57 809 доларів США (медіана — 37 059), а середній дохід на одну сім'ю — 57 653 долари (медіана — 43 750). За межею бідності перебувало 3,9 % осіб, у тому числі 0,0 % дітей у віці до 18 років та 0,0 % осіб у віці 65 років та старших.
Цивільне працевлаштоване населення становило 76 осіб. Основні галузі зайнятості: освіта, охорона здоров'я та соціальна допомога — 28,9 %, сільське господарство, лісництво, риболовля — 18,4 %, мистецтво, розваги та відпочинок — 13,2 %, оптова торгівля — 10,5 %.